# Tiéfora (département)
Tiéfora est un département et une commune rurale du Burkina Faso, situé dans la province de la Comoé et la région des Cascades. 
En 2012, le département comptait 43 795 habitants. 
En 2019, le dernier recensement général comptabilisait 75 423 habitants. 

## Villages
Le département de Tiéfora comprend un village chef-lieu (populations actualisées en 2012) :
- Tiéfora (5 398 habitants)

et 29 autres villages :
- Bamako (1 871 habitants)
- Biton (1 181 habitants)
- Bondorola (672 habitants)
- Boulo (2 098 habitants)
- Boussanra-I (780 habitants)
- Boussanra-Brousse (2 653 habitants)
- Djandoro (1 859 habitants)
- Dramandougou (679 habitants)
- Fandiora (1 329 habitants)
- Houétiara (145 habitants)
- Kangounaba (409 habitants)
- Kangounadéni (2 518 habitants)
- Labola-Foukara (2 231 habitants)
- Labola-Kassianra (1 430 habitants)
- Labola-Koumoussanra (1 839 habitants)
- Labola-Nambalfo (960 habitants)
- Labola-Sankrala (443 habitants)
- Libora (1 075 habitants)
- Loubora (898 habitants)
- Moussoumourou (187 habitants)
- Nadrifa (834 habitants)
- Naniagara (1 656 habitants)
- Sakora (1 642 habitants)
- Sangora (1 737 habitants)
- Sankara (1 137 habitants)
- Saterna (509 habitants)
- Sikané (897 habitants)
- Soukoura (2 372 habitants)
- Sounougou (2 056 habitants)